# Bookstore tourism
Bookstore tourism – wycieczki do niezależnych księgarń, także zgrupowanych w miastach książek.

## Europa
W Europie powstała Międzynarodowa Sieć Miast Książek, założona przez pięć miast książek: Bredevoort (Holandia), Fjærland (Norwegia), Hay-on-Wye (Walia), Montolieu (Francja) i Redu (Belgia), która promuje turystykę związaną z książkami. W Austrii w Purgstall an der Erlauf powstała wioska książek.

## USA
Według „USA Today” najpopularniejszymi celami tego typu wycieczek w USA są księgarnie Books & Books w Coral Gables na Florydzie, City Lights Books w San Francisco, The Elliott Bay Book Company w Seattle, Politics and Prose w Waszyngtonie, Powell’s Books w Portland (Oregon), Prairie Lights w Iowa City, Tattered Cover w Denver, That Bookstore in Blytheville w  Blytheville i Strand Bookstore w  Nowym Jorku